# Sannat (Gozo)
Sannat (forma estesa maltese Ta' Sannat, in italiano storico anche Casal Sannat) è un paese sull'isola di Gozo a Malta, con una popolazione di 1 899 abitanti (settembre 2019).
Sannat è situata a sud dell'isola, ed è conosciuta per via delle sue alte scogliere e per la presenza di dolmen megalitici.

## Amministrazione

### Gemellaggi
- Pisoniano, dal 2005[4]
- Montefiascone, dal 2016[5]

## Galleria d'immagini

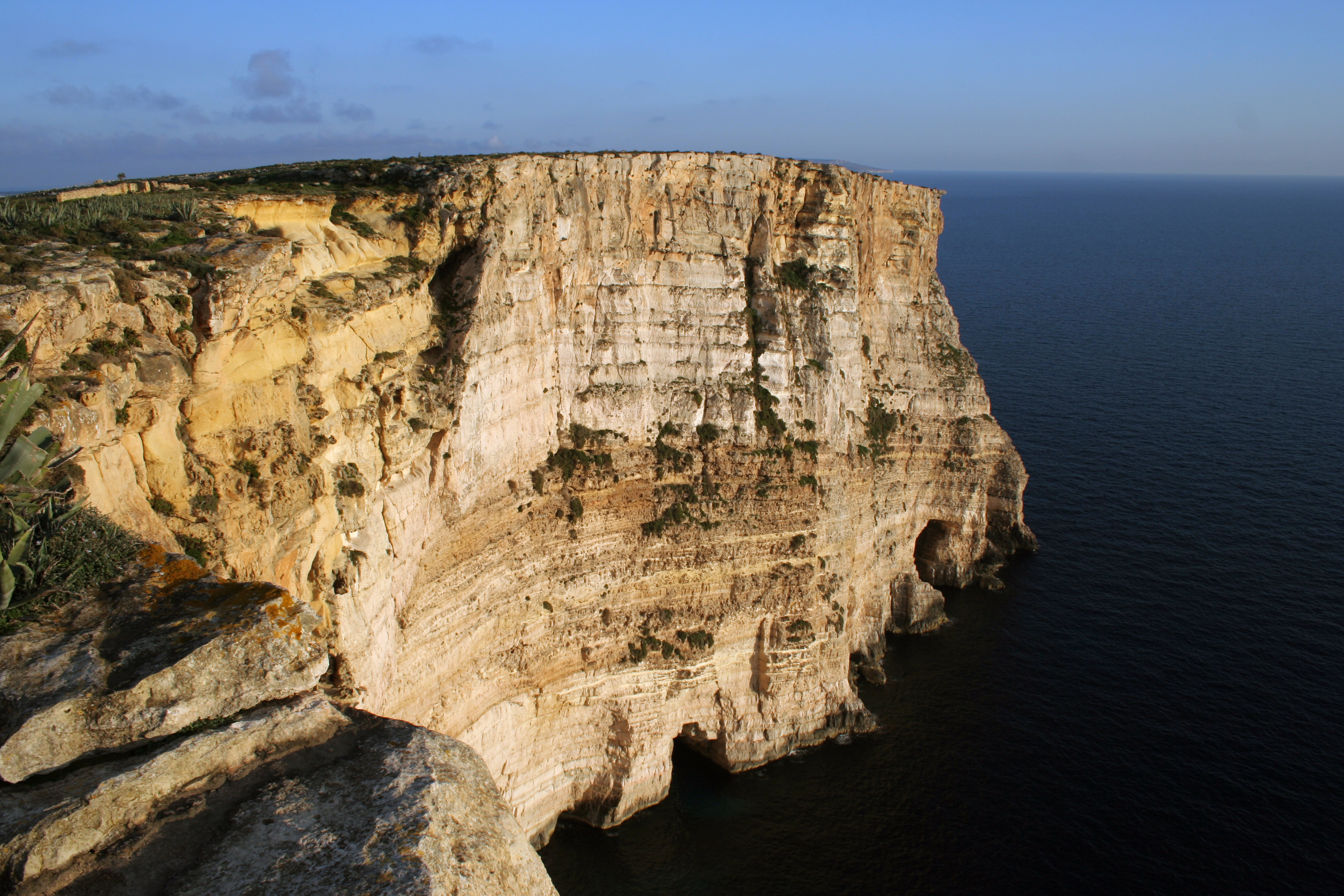
Promontorio di Sannat